# 陈村站 (城际)
陈村站，是广佛环线的地下車站，位于广东省佛山市顺德区陈村镇陈村大道白陈路口以南，地铁陈村站北侧的地底。本站于2024年5月26日启用。

## 车站结构
本站为地下一层侧式车站。车站被轨道分为南北两部分，站台与站厅直接相连。此外，车站天花的设计融入了花瓣和醒狮裙边的元素。

### 车站楼层
| 地下一层 | 北站廳   | 售票处、候车厅                          |  |  |
|          | 侧式站台 |                                         |  |  |
|          | 1站台    | 广佛南环城际 番禺方向（下站：番禺）     |  |  |
|          | 2站台    | 广佛南环城际 佛山西方向（下站：北滘西） |  |  |
|          | 侧式站台 |                                         |  |  |
|          | 南站廳   | 售票处、候车厅                          |  |  |
| 地下二层 | 聯絡通道 | 來往兩側站廳与月台                      |  |  |

### 出入口
本站设有四个出入口，其中车站启用初期开放位于北站厅的B口和位于南站厅的D口。
|                                           |                                                       |      |          |                                                |
| 编号                                      | 设施                                                  | 照片 | 出口指示 | 建议前往的目的地                               |
| 北站厅                                    |                                                       |      |          |                                                |
| B                                         | 盲道标志 · 无障碍通道标志 · 升降机标志 · 扶手电梯标志 |      | 裕和东路 |                                                |
| 南站厅                                    |                                                       |      |          |                                                |
| D                                         | 盲道标志 · 无障碍通道标志 · 升降机标志 · 扶手电梯标志 |      | 裕和东路 | 地铁：广州地铁7号线（陈村站） 公交：城际陈村站 |
| 註： 設有 \| 設有 \| 設有 \| 設有扶手電梯 |                                                       |      |          |                                                |

## 历史
本站于2024年5月26日随广佛环线南环段的开通而启用。

## 接驳交通

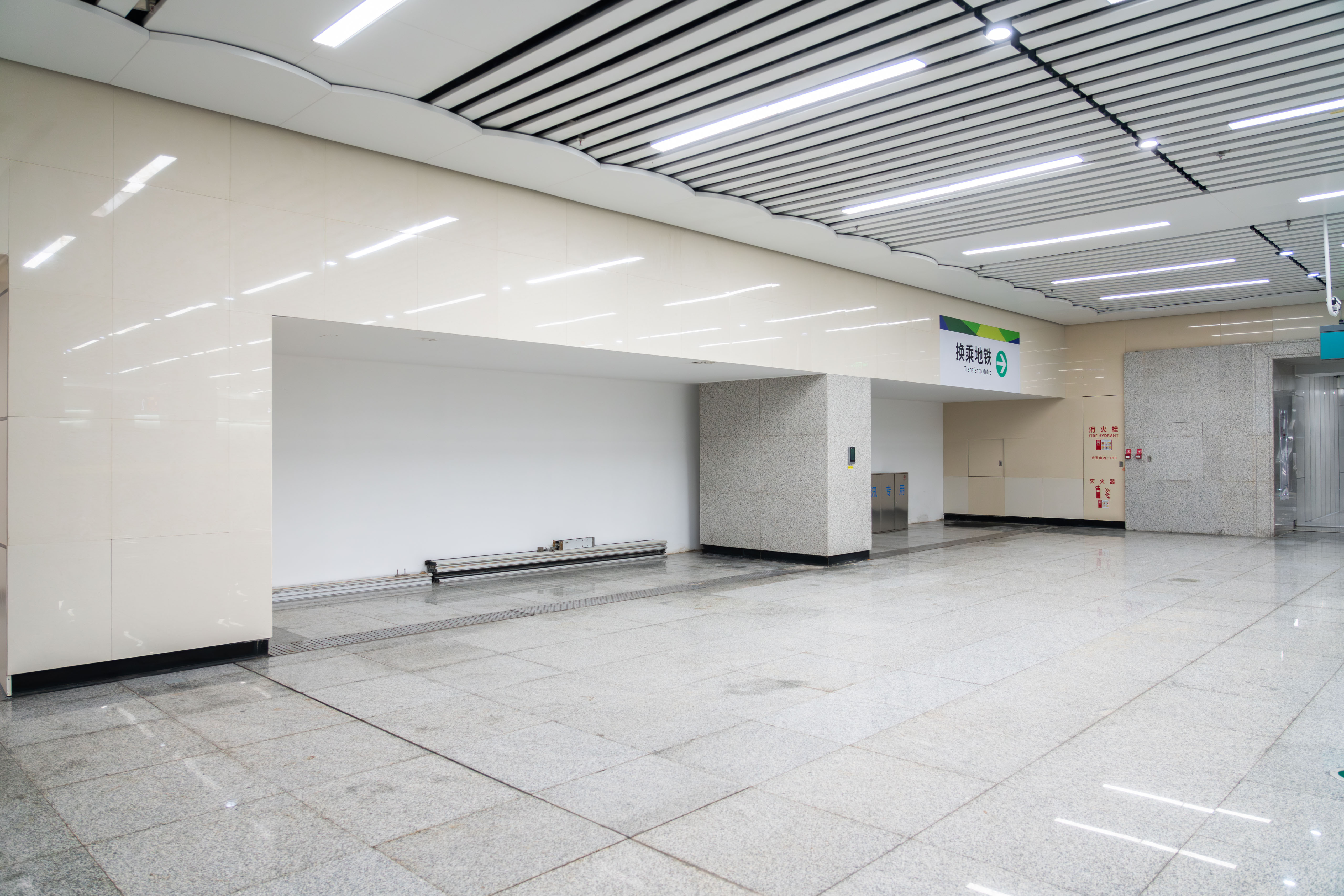
地铁陈村站C口旁换乘通道

本站附近有陈村地铁站和城际陈村站公交站。值得一提的是，本站虽预留建设连接地铁陈村站的换乘通道，但由于通道旁的太平洋房建项目因资金问题停工，导致本通道不具备实施条件并已停工，乘客需出站到地面方可换乘。
| 廣州地铁（陈村站） - 广州地铁7号线 佛山公交（城际陈村站） \| 编号 \| 编号 \| 线路 \| 线路 \| 线路 \| 收费 \| 备注 \| \| ---- \| ---- \| ---------- \| ---- \| --------------- \| ---- \| ---- \| \| \| 355 \| 陈村客运站 \| ⇆ \| 碧桂园·印象花城 \| 2元 \| \| |      |            |      |                 |      |      |
| 编号 | 编号 | 线路       | 线路 | 线路            | 收费 | 备注 |
| | 355  | 陈村客运站 | ⇆    | 碧桂园·印象花城 | 2元  |      |